# Svendå
Svendå (dansk) eller Schwennau (tysk) er navnet på en lille å og en bydel i byen Lyksborg i Sydslesvig i det nordlige Tyskland. Åen udspringer lidt syd for Lyksborg ved Rødehus tæt på Tremmerup Skov, passerer Ulstrupmark (tysk Ulstrupfeld) og sammenløber ved vestbredden af Lyksborg Slotsø med Brarup Å (på dansk også Runbæk, Ryde Bæk og Ryde Å). Svendåen opfattes også som Brarup Ås nedre løb. Ved Sandvig munder Svendåen i Flensborg Fjord. Terrainet ved åens udløb er sumpet.
Bebyggelsen af samme navn går tilbage til et 1763 anlagte parcelsted og teglværk (kaldet Mosen) ved Svendåens udløb i fjorden. Navnet er første gang dokumenteret 1781. Stednavnet er afledt af dyrenavnet svin med vokalforkortelse i første sammensætningsled (sml. den ved åen beliggende Svinemose). En anden forklaring er afledning af glda. *swin i betydning aftage, formindskes. På samme måde forklares det norske elvenavn Svenoa. Ifølge sagnet har åen fået sit navn efter vikingen Svend, som skulle ligge begravet i en nærliggende tidligere gravhøj (Svendhøj) sammen med sit skib. Navnet kan også skyldes, at der tidligere blev holdt svine nede ved åen . 
Åen omtales også som Ryddebækken.